# Sistema di emergenza per ascensori
Il sistema di emergenza per ascensori per mancata energia elettrica fu inventato nel 1965 dall'italiano Giancarlo Innocenti, tecnico pistoiese.
La mancata erogazione di energia elettrica provoca inevitabilmente il blocco degli ascensori.
L'invenzione venne depositata "prima al Mondo" all'Ufficio Brevetti della Camera di Commercio di Pistoia il 17 settembre, poco tempo prima di uno dei più gravi black out della storia (9 novembre 1965). In tale occasione 30 milioni di americani e canadesi rimasero senza energia elettrica per parecchie ore. Decine di migliaia rimasero intrappolati negli ascensori e molti, specialmente anziani e cardiopatici, morirono. Purtroppo erano passati appena 53 giorni dalla scoperta e l'invenzione di Giancarlo Innocenti non poté ancora essere d'aiuto.
La sua diffusione non fu semplice perché, come spesso avviene, per passare dal prototipo alla produzione in serie, Giancarlo Innocenti dovette rivendere il brevetto e da allora se ne persero le tracce. 
Per molti anni non si è avuta notizia di diffusione fino a quando i primi edifici ad utilizzarlo sono stati quelli della Fiera di Milano, seguiti dalla Cappella di Michelangelo in Piazza San Pietro a Roma.
Oggi anche piccoli palazzi utilizzano ascensori dotati del sistema di emergenza e per capire se è installato il "congegno Innocenti" all'interno dell'ascensore c'è una targhetta con scritto: "Questo impianto è dotato di un sistema di emergenza che, in caso di mancata energia elettrica, riporta la cabina al piano immediatamente superiore, in modo del tutto automatico".
A volte si può leggere "al piano inferiore" ed in questo caso si tratta di una modifica "peggiorativa" rispetto al sistema originario. Infatti Giancarlo Innocenti pensò che il sistema sarebbe potuto entrare in funzione anche nel caso di allentamento delle funi che avrebbero provocato l'apertura delle zeppe di emergenza. In questo caso l'ascensore non potrebbe procedere verso il basso ma dovrebbe necessariamente risalire al piano superiore.